# Allison Volta Mantovana 1959
Allison Volta Mantovana 1959 abbreviato in AVM 1959 (Allison fino a novembre 2015) è un'azienda italiana attiva nel campo della produzione e distribuzione di occhiali da vista, da sole e sportivi e maschere da sci, fondata nel 1959 a Volta Mantovana.
Nel 1999 acquisisce Optiproject, azienda di Noventa Padovana (PD) proprietaria del marchio Try, rilevandone così la rete distributiva e le capacità del management, trasferisce a Limena (PD) il quartier generale ed il centro logistico mantenendo comunque a Volta Mantovana la produzione.
Così strutturata, entra in IT Holding, azienda operante nella produzione e distribuzione di beni di lusso, acquisendo marchi riconosciuti a livello internazionale e un know how di marketing e di comunicazione sinergico ai suoi progetti.
Nel 2002 si verifica l'inaugurazione della sede nella zona industriale di Padova.
Nello stesso anno nascono Allison Canada con sede a Toronto e Allison Eyewear inc. a Los Angeles per il mercato americano.
Nel 2004 Allison Eyewear Inc viene acquisita da Allison U.S.A., che sposta sede direzionale e magazzino in Florida. Nasce anche Allison UK Ltd, prima filiale commerciale europea controllata direttamente dalla sede centrale, che dà l'avvio ad un progetto di sviluppo diretto della rete distributiva per i principali paesi europei.
Nello stesso anno Allison viene acquisita al 91% del suo capitale da Paladin Capital Partners SpA del gruppo Carisma, società di consulenza strategica e organizzativa in Italia, mentre il restante 9% viene acquisito dal management, attraverso un buying out.
Nel 2006 erano attive filiali dirette anche in Spagna, Portogallo, Francia, Grecia, Paesi Bassi, Germania, Belgio e Lussemburgo.
A partire dal 2008 con l'aggravarsi della grave crisi economica vengono chiuse quasi tutte le filiali estere, nel 2015 rimangono attive solo le filiali Portoghese e Tedesca.
Nel 2012 lo stabilimento produttivo di Volta Mantovana viene chiuso.
Il 16 novembre 2015 Allison ritrasferisce il quartier generale nello stabilimento di Volta Mantovana chiudendo lo stabilimento di Padova e cambiando la denominazione in Allison Volta Mantovana 1959 (abbreviato in AVM 1959).

## Marchi licenziatari
- i.lli optics by will.i.am[5]
- Kartell Eyewear
- Deus manufactured by Hally & Son[6]
- Replay[7]
- Iceberg[8]

## Marchi di proprietà
- Hally & Son for Sons and Daughters[9]
- Hally & Son[10]
- Mila ZB[11]
- Opposit[12]
- Opposit Teen
- Opposit The Smart
- Trudi[13][14]
- Try Titanium[15]
- Try Titanium Cover
- rh+[16]
- rh+ Floating Eyewear
- rh+ Polygon[17]